# Eoanthidium tricolor
Eoanthidium tricolor is een vliesvleugelig insect uit de familie Megachilidae. De wetenschappelijke naam van de soort is voor het eerst geldig gepubliceerd in 1972 door Pasteels.